# Alan Davies (Schauspieler)

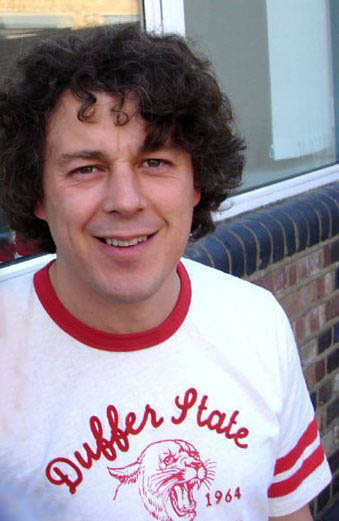
Alan Davies

Alan Roger Davies (* 6. März 1966 in Loughton, Essex) ist ein britischer Schauspieler, Schriftsteller, Comedian und Fernsehmoderator. Er spielt seit 1997 die Hauptrolle in der BBC-One-Fernsehserie Jonathan Creek und ist seit 2003 einziger Dauergast der BBC-Two-Quizsendung QI.

## Leben
Davies wurde in Loughton, Essex geboren; aufgewachsen ist er in Chingford. Seine Mutter starb an Leukämie, als er sechs Jahre alt war. Er machte 1988 seinen Abschluss im Fach Schauspiel an der University of Kent, die ihm 2003 die Ehrendoktorwürde verlieh. Er ist seit Kindertagen Fan des Fußballvereins FC Arsenal. Er war Moderator des Vereins-Podcast "It's Up For Grabs Now"; seit 2011 moderiert er auch den neuen Arsenal-Podcast "The Tuesday Club".
Davies ist verheiratet; Trauzeuge war sein Freund und Kollege Bill Bailey. Er hat drei Kinder.

## Karriere

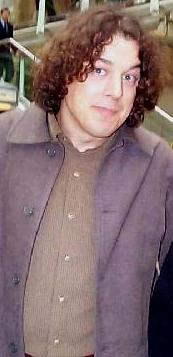
Alan Davies im Jahr 2000

### Comedian
Davies Stand-up-Comedy-Karriere begann 1988 mit einem Auftritt in Whitstable. 1994 gewann er den Comedy-Kritikerpreis des Edinburgh Festival. Dieses Programm wurde unter dem Titel Alan Davies Live at the Lyric veröffentlicht. Auch seine Programme "Urban Trauma" (1998, BBC One) und "Life is Pain" (2012, Dave) wurden im Fernsehen gezeigt und auf DVD herausgegeben.

### Radio und Fernsehen
Im Jahr 1994 bekam Davies seine erste Radioshow (Alan's Big One auf BBC Radio 1) und seinen ersten Fernsehauftritt (One for the Road auf Channel 4). Seitdem ist er regelmäßig im Radio und Fernsehen präsent, als Schauspieler (z. B. in Hotel Babylon, Agatha Christie’s Marple, Lewis – Der Oxford Krimi), Moderator (z. B. Alan Davies Après-Ski, BBC Two) oder Showgast (z. B. Top Gear). Einem breiten Publikum bekannt wurde er durch die Titelrolle in der Fernsehserie Jonathan Creek (1997 bis 2004, BBC One). 2021 nahm er an der zwölften Staffel von Taskmaster teil.
Im Jahr 2001 gewann Davies den Preis als Bester Schauspieler des Festival de Télévision de Monte-Carlo.
In der seit 2003 laufenden, bis 2016 von Stephen Fry und seither von Sandi Toksvig moderierten Panel-Show QI ist er fester Rategast, während die drei anderen Gäste jeweils wechseln. Er hat nur an einer von mehr als 150 Folgen von QI nicht mitgewirkt (Episode 10 der Serie D), weil er das Champions-League-Finale 2006 zwischen Arsenal und dem FC Barcelona in Paris besuchte. Sein Stuhl blieb in dieser Sendung leer.

### Autobiografie
Davies Jugendmemoiren My Favourite People and Me, 1978-88 erschien 2009 bei Penguin Books. Einige der favourite people des Titels sind Anton Tschechow, John Belushi, Barry Sheene, Margaret Thatcher (allerdings „nur für wenige Tage“), John McEnroe and Starsky & Hutch. Die Taschenbuch-Ausgabe trägt den Titel Rebel Without A Clue: How the 80s Made Me.

## Filmografie (Auswahl)
- 2007: Agatha Christie’s Marple (Fernsehserie, 1 Folge)
- 2008: Frontalknutschen (Angus, Thongs and Perfect Snogging)
- 2008: Hotel Babylon (Fernsehserie, 2 Folgen)
- 2010: Lewis – Der Oxford Krimi (Lewis, Fernsehserie, 1 Folge)
- 2021: Taskmaster (Fernsehserie, 12. Staffel)